# 魔法少女マジカルたん!
「魔法少女マジカルたん!」（まほうしょうじょマジカルたん）は、虹原いんく（田村ゆかり）、黒威すみ（戸松遥）、白鳥ありす（名塚佳織）のシングルである。
2007年7月25日にLantisより発売、キングレコードより販売された。

## 概要
テレビアニメ『もえたん』オープニングテーマを収録している。表題曲を歌っているのは、同アニメで主要キャラに声を充てている田村ゆかり、戸松遥、名塚佳織の3人。カップリング曲は田村ゆかりがソロで歌っている。ジャケットには虹原いんく、黒威すみ、白鳥ありすのイラストが描かれている。

## 収録曲
（全作詞：畑亜貴、作曲：田代智一、編曲：安藤高弘）
1. 魔法少女マジカルたん! [4:04]
  - テレビアニメ『もえたん』オープニングテーマ
2. winkles twinkle [4:13]
歌：虹原いんく（田村ゆかり）
3. 魔法少女マジカルたん!（off vocal）
4. winkles twinkle（off vocal）

## 収録作品
| 曲名                              | 収録アルバム                                                                                 |
| --------------------------------- | -------------------------------------------------------------------------------------------- |
| 魔法少女マジカルたん! （TV size） | TVアニメ『もえたん』オリジナルサウンドトラック& キャラクターミニアルバム『Magical Melody！』 |
| 魔法少女マジカルたん!             | ナニコレ。萌（なつかしい にんきの これくしょん） 〜girls unit compilation〜                  |